# ERP (싱가포르)

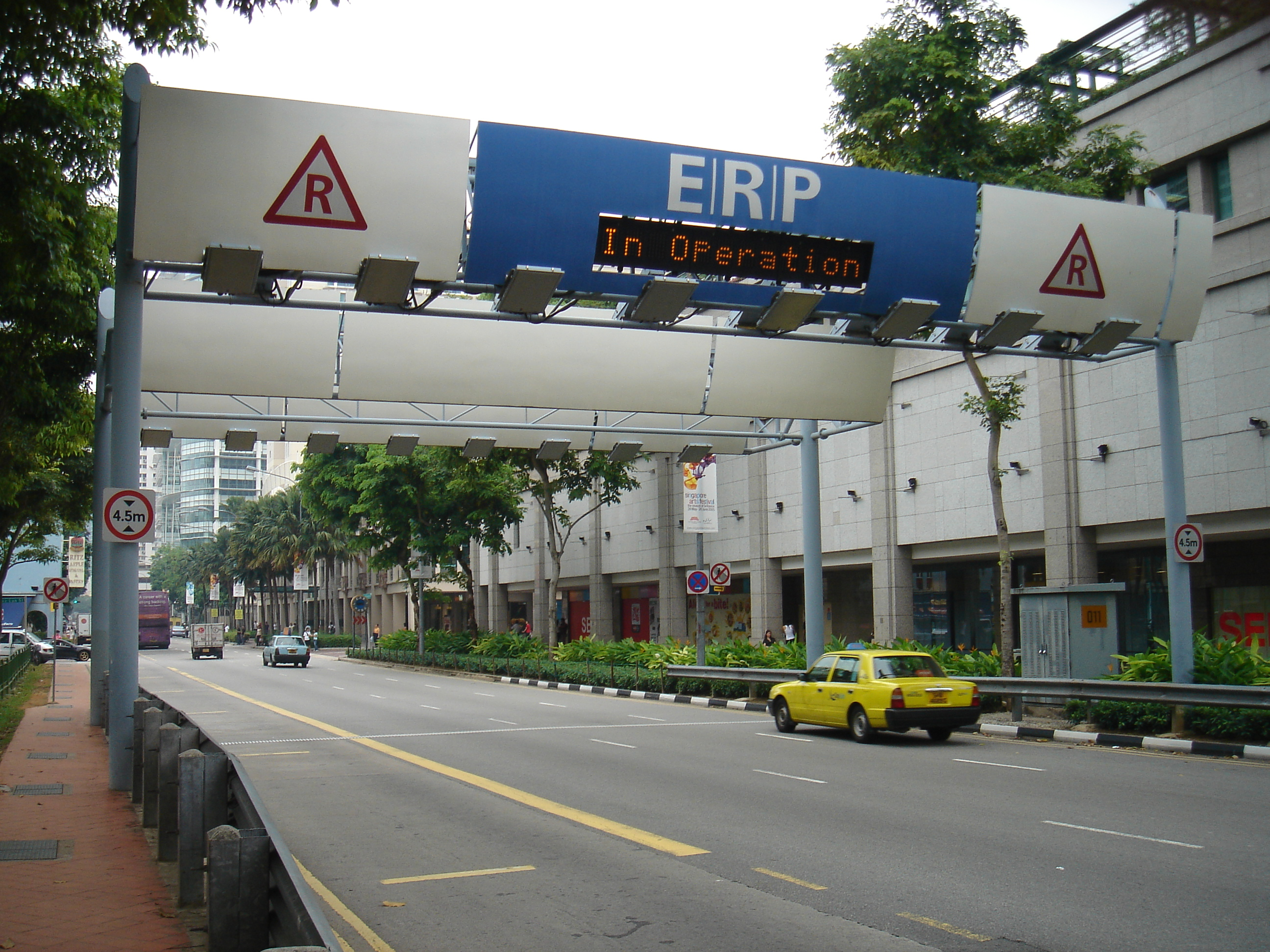

ERP(Electronic Road Pricing)는 싱가포르의 시가지에서 무선 통신으로 도로의 통행 요금을 징수하는 시스템이다. 차량에 탑재한 단말기와 도로위로 설치된 게이트가 통신을 해 자동적으로 요금을 징수한다.

## 개요
싱가포르는 인구밀도가 대단히 높고, 시가지의 교통 정체를 해소하기 위해서 행하여지고 있다. ERP가 설치되기 전도 통행요금을 징수하고 있었다. 그것들의 도로과금제도는 ALS(Area Licensing System)와 RPS(Road Pricing System)라고 불려, 통행 허가증을 제한 구역의 자기 앞으로 있는 매점이나 편의점, 주유소에서 구입하는 시스템이었다. 이와 달리 ERP는 1998년 9월 1일부터 도입되어 지금까지는 달리 자동적으로 요금을 징수되게 되었다. 또 이전에는 1번 허가증을 구입하면 하루의 사이에 얼마만큼 제한 구역에 타고 들어가더라도 요금은 일정했지만 ERP가 도입되고나서는 제한 구역에 타고 들어가는 때마다 과금된다. 또 징수 요금의 변경이 용이해진 것부터 제한 구역내의 통행량(엄밀에 말하면 통행 속도)이 많을 때에는 요금이 높고, 반대로 통행량이 적을 때에는 통행료가 싸지게 설정되었다.

## 같이 보기
- 전자 요금 징수
- 로드 프라이싱